# Ennucula granulosa
Ennucula granulosa is een tweekleppigensoort uit de familie van de Nuculidae. De wetenschappelijke naam van de soort is voor het eerst geldig gepubliceerd in 1884 door Verrill.